# Lista oprogramowania serwerowego XMPP
Poniżej znajduje się lista implementacji serwera usługi XMPP/Jabber. Na liście tej znajduje się oprogramowanie służące do uruchomienia własnego serwera tej usługi.
| Nazwa                             | Platforma uruchomieniowa | Język programowania | Licencja    |
| --------------------------------- | ------------------------ | ------------------- | ----------- |
| Antepo OPN                        |                          | Java                | Komercyjna  |
| chime                             |                          | Java                | Open source |
| DJabberd                          |                          | Perl                | Open source |
| ejabberd                          |                          | Erlang              | Open source |
| iChat Server                      |                          | C                   | Komercyjna  |
| jabberd                           |                          | C                   | Open source |
| jabberd2                          |                          | C                   | Open source |
| Jabber XCP                        |                          | C                   | Komercyjna  |
| Merak IM                          |                          | Delphi              | Komercyjna  |
| Openfire                          |                          | Java                | Open source |
| OpenIM                            |                          | Java                | Open source |
| Prosody                           | BSD, Linux, Mac OS X     | Lua                 | Open source |
| pretzel                           |                          | Python              | Open source |
| psyced                            |                          | LPC                 | Open source |
| SoapBox Server                    | Windows                  | .NET                | Komercyjna  |
| Sun Java System Instant Messaging |                          | Java                | Komercyjna  |
| Tigase                            |                          | Java                | Open source |
| TIMP.NET                          |                          | .NET                | Komercyjna  |
| WPJabber                          |                          | C                   | Open source |
| xmppd.py                          |                          | Python              | Open source |